# Alzapúa
L' alzapúa ("lève-la-pointe" ou "enlève-le-mediator") est une technique qui s'exécute intégralement avec le pouce, en trois parties qui se répètent : un battement vers le bas, suivi d'un autre vers le haut puis du pincement d'une corde isolée, libre (ou à vide) ; le schéma se reproduit en changeant de note et d'accords de façon à créer une mélodie avec les notes libres enveloppées dans les accords grattés qui restent en relation harmonique avec elles.  